# Korea Open 2005
Die Korea Open 2005 im Badminton fanden vom 25. bis zum 30. Januar 2005 im Dowon Indoor Stadium in Incheon statt. Das Preisgeld betrug 250.000 US-Dollar. Das Turnier hatte damit einen Sechs-Sterne-Status im World Badminton Grand Prix. Hauptsponsoren des Turniers waren Daekyo und Noonnoppi. Das Turnier wurde unter anderem von MBC, CCTV, SCV, HKTV und ASTRO in zehn Ländern im Fernsehen übertragen wurde. Es war die 14. Auflage dieser internationalen Meisterschaften Südkoreas.

## Sieger und Platzierte
| Disziplin    | Gold                                 | Silber                         | Bronze                        |
| ------------ | ------------------------------------ | ------------------------------ | ----------------------------- |
| Herreneinzel | Peter Gade                           | Kenneth Jonassen               | Boonsak Ponsana               |
| Herreneinzel | Peter Gade                           | Kenneth Jonassen               | Park Sung-hwan                |
| Dameneinzel  | Jun Jae-youn                         | Wang Chen                      | Tracey Hallam                 |
| Dameneinzel  | Jun Jae-youn                         | Wang Chen                      | Pi Hongyan                    |
| Herrendoppel | Jens Eriksen Martin Lundgaard Hansen | Sigit Budiarto Candra Wijaya   | Jung Jae-sung Lee Jae-jin     |
| Herrendoppel | Jens Eriksen Martin Lundgaard Hansen | Sigit Budiarto Candra Wijaya   | Guo Zhendong Xie Zhongbo      |
| Damendoppel  | Lee Hyo-jung Lee Kyung-won           | Gail Emms Donna Kellogg        | Zhang Dan Zhang Yawen         |
| Damendoppel  | Lee Hyo-jung Lee Kyung-won           | Gail Emms Donna Kellogg        | Du Jing Yu Yang               |
| Mixed        | Lee Jae-jin Lee Hyo-jung             | Jens Eriksen Mette Schjoldager | Yu Yang Zhang Wei             |
| Mixed        | Lee Jae-jin Lee Hyo-jung             | Jens Eriksen Mette Schjoldager | Nova Widianto Liliyana Natsir |

## Finalergebnisse
| Disziplin    | Sieger                               | Finalist                       | Ergebnis           |
| ------------ | ------------------------------------ | ------------------------------ | ------------------ |
| Herreneinzel | Peter Gade                           | Kenneth Jonassen               | 7-15, 15-4, 15-5   |
| Dameneinzel  | Jun Jae-youn                         | Wang Chen                      | 11-7, 11-8         |
| Herrendoppel | Jens Eriksen Martin Lundgaard Hansen | Sigit Budiarto Candra Wijaya   | 7-15, 15-13, 15-13 |
| Damendoppel  | Lee Kyung-won Lee Hyo-jung           | Gail Emms Donna Kellogg        | Walkover           |
| Mixed        | Lee Jae-jin Lee Hyo-jung             | Jens Eriksen Mette Schjoldager | 17-14, 15-9        |